# Kanton Koungou
Der Kanton Koungou ist ein Kanton im französischen Übersee-Département Mayotte. Er umfasst die Ortschaften Koungou, Majicavo-Koropa und Majicavo-Lamir in der Gemeinde Koungou und besitzt den INSEE-Code 97605.

## Geschichte
Von 1977 bis 2015 bestand ein gleichnamiger Kanton, der das gesamte Gebiet der Gemeinde Koungou umfasste. Vertreter im Generalrat von Mayotte war von 2011 bis 2015 Saïd Ahamadi.